# أتسك ساتسكاوا
أتسك ساتسكاوا (باليابانية: 薩川 淳貴) (مواليد 12 أغسطس 1997) هو لاعب كرة قدم ياباني.

## وصلات خارجية
- أتسك ساتسكاوا على موقع رابطة كرة القدم اليابانية للمحترفين (اليابانية)
- أتسك ساتسكاوا على موقع قاعدة بيانات كرة القدم.إي يو (الإنجليزية)
- أتسك ساتسكاوا على موقع Soccerway.com (الإنجليزية)